# Oskar Ziethen
Friedrich Wilhelm Oskar Ziethen (* 7. August 1858 in Stettin; † 26. Januar 1932 in Berlin) war ein deutscher Politiker und erster Bürgermeister der Stadt Lichtenberg.

## Leben

### Ausbildung
Oskar Ziethen war Sohn des Offiziers Friedrich Wilhelm Heinrich Ziethen (* 26. Mai 1799 in Wriezen; † 26. Januar 1872 in Stettin) und der Agnes Mathilde Ziethen, geb. Gribel (auch Griebel; * 18. Juli 1820 in Stettin; † 28. Dezember 1898 in Stettin). Er hatte vier Brüder: Zwei früher geborene – Friedrich Wilhelm Richard Ziethen (1846–1919), Friedrich Wilhelm Adalbert Ziethen (1847–1914) – sowie den Zwillingsbruder Friedrich Wilhelm Alfred Ziethen (1858–1944) und die Schwester Friederike Wilhelmine Margarete Ziethen (1849–1919). Der vierte Bruder, Friedrich Wilhelm, verstarb im Kindesalter vor Vollendung des achten Lebensjahres.
In Stettin besuchte Oskar Ziethen verschiedene Schulen, sein Abitur legte er 1879/1880 am Städtischen Gymnasium in Anklam ab. Er begann ein Studium der Rechtswissenschaften 1880/1881 in Freiburg im Breisgau an der Albert-Ludwigs-Universität, dann setzte er es bis 1882 in Leipzig an der Alma Mater Lipsiensis fort und ging dann 1884 an die Berliner Universität. Er schloss sein Studium an der Universität in Greifswald 1884–1885 ab.

### Berufstätigkeit
Im Jahr 1885 wurde Ziethen Referendar beim Amtsgericht in Stettin. Anschließend erhielt er eine Stelle beim Magistrat der Stadt Greifswald. Von 1892 bis 1896 war er Bürgermeister der Stadt Naugard in Pommern.
Im Jahr 1896 wurde Oskar Ziethen zum Amts- und Gemeindevorsteher von Lichtenberg, einer Landgemeinde in der Nähe Berlins, gewählt. In den folgenden Jahren förderte er unter anderem den Ausbau des Straßen- und Kanalisationsnetzes sowie den Bau von Schulen und anderen öffentlichen Gebäuden in Lichtenberg. Dazu zählen der Bau des Rathauses, des Gymnasiums an der Parkaue (seit den späten 1940er Jahren Sitz des Theaters an der Parkaue), des Amtsgerichts und der Kirche am Roedeliusplatz sowie des Städtischen Hubertus-Krankenhauses, das seit dem 20. Januar 1933 ihm zu Ehren den Namen Oskar-Ziethen-Krankenhaus trägt.
Aufgrund des starken Bevölkerungswachstums und der verbesserten Infrastruktur beantragte Ziethen in den Jahren 1900, 1902 und 1904 die Verleihung des Stadtrechts für die Landgemeinde Lichtenberg. Erst 1907 stimmten der brandenburgische Provinziallandtag, der Potsdamer Bezirksausschuss und Kaiser Wilhelm II. seinem erneuten Antrag zu. Ziethen wurde am 31. Januar 1908 zum ersten Bürgermeister der Stadt Lichtenberg gewählt. Ab dem 3. Juli 1911, dem Tag der Grundsteinlegung für das Städtische Krankenhaus, durfte Ziethen den Titel des Oberbürgermeisters tragen. Bei den Wahlen vom 5. September 1918 wurde er für eine zweite Amtsperiode in dieser Position bestätigt. Von 1908 bis 1913 war Ziethen außerdem preußischer Landtagsabgeordneter in der freikonservativen Fraktion. Die Eingemeindung der Landgemeinde Boxhagen-Rummelsburg nach Lichtenberg erfolgte 1912 unter maßgeblicher Initiative Ziethens. Bei der Reichstagswahl 1912 unterlag er im Wahlkreis Niederbarnim-Lichtenberg dem Sozialdemokraten Arthur Stadthagen.
Nachdem er von 1914 bis 1915 als Offizier am Ersten Weltkrieg teilgenommen hatte, wirkte Oskar Ziethen bei der Gründung von Groß-Berlin im Jahr 1920 als einer der Wegbereiter in den Landgemeinden, die nach Berlin eingemeindet werden sollten. 1921 trat Ziethen zwar in den Ruhestand, blieb aber bis 1929 Mitglied der Berliner Stadtverordnetenversammlung und der Bezirksverordnetenversammlung von Lichtenberg. 1924 wurde er als einhundertster Stadtältester von Berlin geehrt.

### Familie

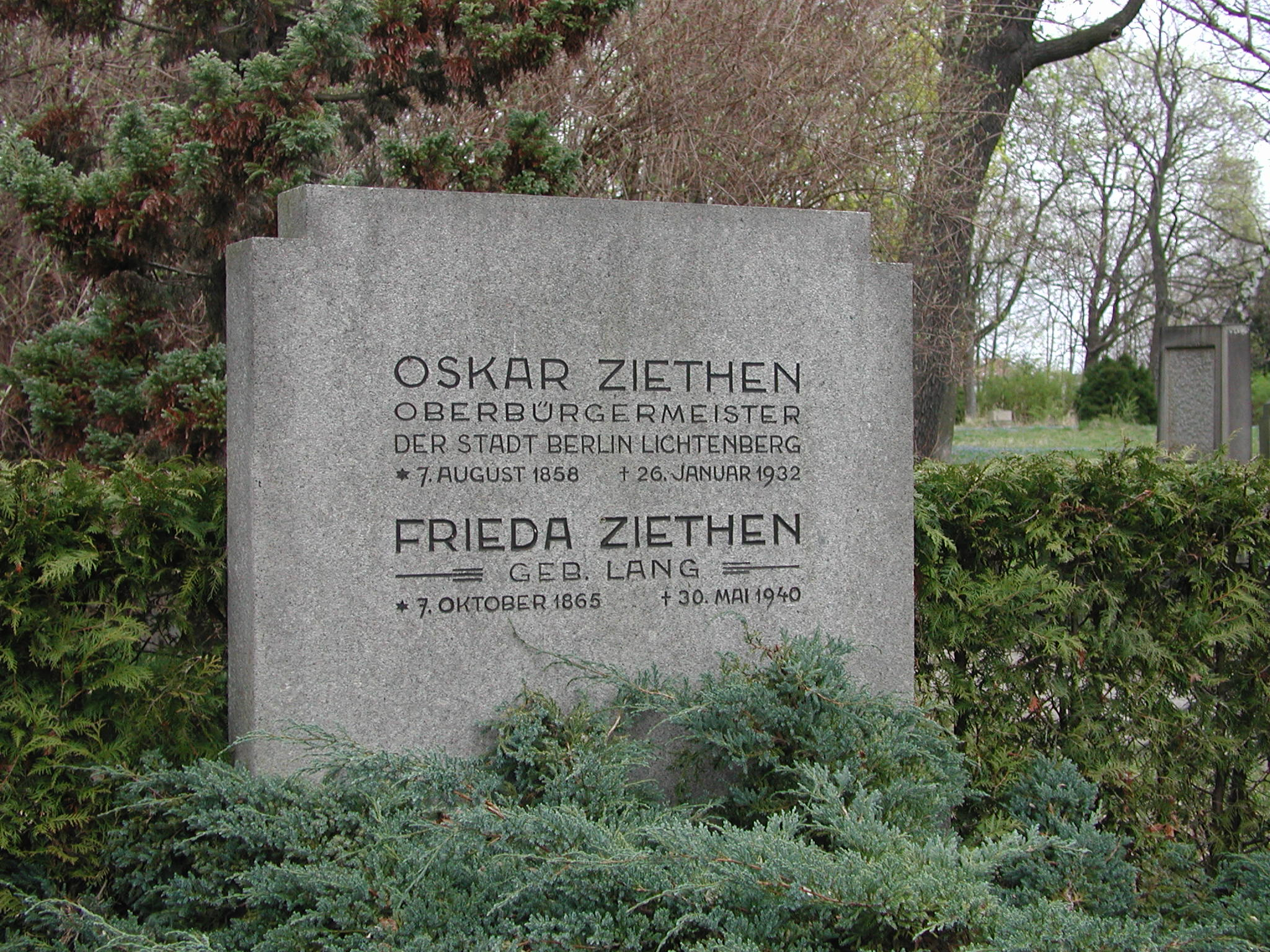
Grabmal der Familie Ziethen in Berlin-Lichtenberg

Verheiratet war Oskar Ziethen mit Maria Friederica (Frieda) Karolina Olga Lang (* 7. Oktober 1865 in Freiburg im Breisgau; † 30. Mai 1940 in Leipzig). Zusammen hatten sie die Kinder Friedrich Wilhelm Hellmuth Ziethen (* 12. Dezember 1893 in Naugard; † 7. Mai 1961 in Lübeck) und Friederike Wilhelmine Dorothee (Dörte; * 4. Dezember 1902 in Berlin-Lichtenberg [im Rathaus]; † 13. September 1975 in Garmisch-Partenkirchen).
Am 26. Januar 1932 verstarb Oskar Ziethen im Hubertus-Krankenhaus in Lichtenberg. Beigesetzt wurde er auf dem städtischen Friedhof in der Gotlindestraße, der mit der Neubebauung der Gotlindestraße ab dem Jahr 1973 als Friedhof geschlossen wurde. Auf diesem Friedhof, der als Gartendenkmal in der Berliner Denkmalliste steht, erhielt das Grab einen Ehrenplatz direkt im Eingangsbereich. Es wird voraussichtlich als Ehrengrabstätte des Landes Berlin gewidmet werden (Stand: Februar 2024).

## Orden, Auszeichnungen, postume Ehrungen
- 1905  Roter Adlerorden, IV. Klasse
- 1911  Titel Oberbürgermeister (Lichtenberg)
- 1915  Eisernes Kreuz, II. Klasse
- 1918  Titel Geheimer Regierungsrat
- 1924  Titel Stadtältester der Stadt Lichtenberg[2]
- Das Lichtenberger Krankenhaus wurde am 20. Januar 1933 nach Oskar Ziethen benannt. Auch nach der Übernahme der Klinik durch die Sana Gruppe in den späten 1990er Jahren wurde der Name beibehalten.
- Die 14. Grundschule im Bezirk Lichtenberg heißt seit 1995 nach Oskar Ziethen Bürgermeister-Ziethen-Grundschule. Sie befindet sich in der Massower Straße im Ortsteil Friedrichsfelde.[6]
- Die Volkshochschule und Musikschule Lichtenberg in der Paul-Junius-Straße erhielten im Jahr 2012 den Namen Bildungszentrum Oskar Ziethen.

## Sonstiges
Im Museum Lichtenberg im Stadthaus stehen zwei Original-Büromöbel, die für den Lichtenberger Oberbürgermeister angefertigt wurden: Ein dunkler Eichenschreibtisch und ein viertüriger Büroschrank aus dem gleichen Material, die mit plastischem Schnitzwerk verziert sind und auf Löwenfüßen stehen. (Der Eichenschreibtisch ist in einer Ausstellung zu sehen. Der Eichenschrank ist auf Nachfrage zu besichtigen.)
Die Lichtenberger BVV hat am 16. Juni 2022 beschlossen, das Grab der Familie Ziethen auf dem alten Friedhof Gotlindestraße zu einer Berliner Ehrengrabstätte umwidmen zu lassen. Leider ist durch organisatorische Unzulänglichkeiten im Amt bisher (Stand Ende 2023) kein solcher Antrag an den Senat von Berlin gestellt worden. Erst auf Nachfrage des SPD-Verordneten Henning Wolff (SPD) kam das Anliegen wieder auf's Tapet und wird nun schnellstens formuliert und eingereicht werden.